# Breiðárlón
Breiðárlón – jezioro polodowcowe w południowej części lodowca Vatnajökull w Islandii.
Jezioro znajduje się niedaleko Parku Narodowego Skaftafell i lodowca Jökulsárlón.